# Victor Fleming
Victor Fleming (Le Canada, Kalifornija, 23. veljače 1889. – 6. siječnja 1949.), američki filmski redatelj, dobitnik Oscara za režiju.

## Pregled
Rođen, moguće, kao potomak  Indijanaca, a vrlo rano je pokazivao mehaničarske vještine; dok je radio kao automehaničar upoznao je redatelja Allana Dwana, koji ga je angažirao kao pomoćnika kamermana. Ubrzo postaje snimatelj, radeći s Dwanom i D. W. Griffithom, a svoj prvi film je režirao 1919. godine.
Mnogi Flemingovi nijemi filmovi su bili i akcijski, često s  Douglasom Fairbanksom u glavnoj ulozi, ili  vesterni. Budući da je bio neotesan i volio sport, postao je poznat kao "redatelj za muškarce". Ali se dokazao radeći i sa ženama. Pod njegovom režijom, Vivien Leigh je osvojila Oscara kao najbolja glumica, Hattie McDaniel kao najbolja sporedna, a Ingrid Bergman je bila nominirana. (Ukupno je devet glumaca koji su se pojavili u Flemingovim filmovima nominirano za Oscara.)

## MGM
Fleming je 1932. godine počeo raditi za MGM, a režirao je neke od najprestižnijih filmova studija. U filmovima  Crvena prašina (1932.), Bombshell (1933.) i Reckless (1935.) nastupila je Jean Harlow, dok su  Otok s blagom (1934.) i Kapetan Hrabrost (1937.) bili pustolovni filmovi. 1938. godine snimio je Probnog pilota s unosnim hollywoodskim zvijezdama Gableom i Tracyjem, a film je sljedeće godine bio nominiran za tri Oscara. Godine 1939. je snimio svoja dva najslavnija filma,  Čarobnjak iz Oza i Zameo ih vjetar. Njihova slava zasjenila je njihova redatelja. Oba su bila više producentski projekti, a u oba je Fleming došao kao zamjena za originalnog redatelja nakon što je snimanje počelo, iako je on sam dobio redateljske zasluge (u oba filma je zamijenio istog redatelja,  Georgea Cukora). Njegova verzija  Dr. Jekylla i g. Hydea (1941.), sa  Spencerom Tracyjem, ocijenjena je kao slabija od originalne redatelja  Roubena Mamouliana, s  Fredricom Marchom u glavnoj ulozi.
Ostalih nekoliko Flemingovih filmova bilo je razočaranje za neke, a umro je iznenada od srčanog udara, nakon što je završio film  Ivana Orleanska (1948.) s Ingrid Bergman. Flemingova verzija Ivanina života za mnoge filmofile ostaje najbolja, a unatoč podijeljenim kritikama, film je osvojio dva Oscara od sedam nominacija. Nedavno je restauriran u produženu verziju od 145 minuta te su kritike još pozitivnije.

## Izabrana filmografija
- Crvena prašina (1932.)
- The White Sister (1933.)
- Bombshell (1933.)
- Otok s blagom (1933.)
- Reckless (1935.)
- Farmer se ženi (1935.)
- Kapetan Hrabrost (1937.)
- Probni pilot (1938.)
- Čarobnjak iz Oza (1939.)
- Zameo ih vjetar (1939.)
- Dr. Jekyll i g. Hyde (1941.)
- Tortilla Flat (1942.)
- Pustolovina (1945.)
- Ivana Orleanska (1948.)

## Vanjske poveznice
- Victor Fleming u internetskoj bazi filmova IMDb-u (engl.)